# 2011年奈良県知事選挙
2011年奈良県知事選挙（2011ねんならけんちじせんきょ）は、2011年（平成23年）4月10日に執行された奈良県知事を選出するための選挙。第17回統一地方選挙の日程で行われた。

## 概要
現職の荒井正吾の任期満了に伴う知事選挙。現職の荒井が、前年10月に再選を目指し出馬を表明。その後、共産党推薦で北野重一が立候補を表明し、前回と同じ構図による一騎討ちの公算が高まった。
そんな中、選挙戦が大きく動いたのが告示の僅か2日前。前年末に民主党県連から本命候補として出馬を要請され、それを辞退していた県医師連会長の塩見俊次が突如無所属での出馬を表明した。塩見は、府県の枠を超えた行政組織「関西広域連合」への加盟を主張し、争点に急浮上。同連合には、近畿地方で唯一、奈良県だけが参加しておらず、塩見は加盟を見送ってきた荒井を痛烈に批判。前々から同県に対し加盟を推進し続け、荒井との対立を深めていた橋下徹大阪府知事は塩見を支援する方針を打ち出し、選挙戦は一転、無所属3氏による混戦模様となった。
各党の対応は、共産党が党推薦候補として北野を擁立。前回知事選では荒井を推薦した自民・公明両党は、今回の知事選で荒井が「無党派」を掲げたため、推薦から支援に切り替えた。政権与党の民主党は、上記にもあるように県医師連の塩見に党からの出馬を要請したが断られ、擁立作業は難航。最終的に、前回と同様に自主投票とすることを決めた。

## 選挙データ

### 告示日
- 2011年（平成23年）3月24日

### 執行日
- 2011年（平成23年）4月10日
  - 当日の投票時間帯:
  - 期日前投票:3月25日 ~ 4月9日

### 同日選挙
- 奈良県議会議員選挙（任期満了に伴う、4月1日 告示）[7]

## 立候補者
3名、立候補届け出順
| 候補者名（読み）             | 年齢 | 党派                           | 肩書き                         |
| ---------------------------- | ---- | ------------------------------ | ------------------------------ |
| 北野重一 （きたの しげかず） | 73   | 無所属 （共産党 推薦）         | 共産党県役員、元奈良県議会議員 |
| 荒井正吾 （あらい しょうご） | 66   | 無所属 （自民党、公明党 支援） | 奈良県知事                     |
| 塩見俊次 （しおみ しゅんじ） | 61   | 無所属                         | 県医師連会長                   |

### 選挙のタイムライン
- 2010年10月26日 - 荒井が県庁で記者会見を開き、再選に向けて出馬を表明。[5]
- 2010年12月2日 - 民主党県連が出馬を要請していた県医師連会長の塩見が、出馬辞退の意向を党県連に伝えていたことが判明。[1]
- 2010年12月12日 - 民主党県連が独自候補擁立の断念と、自主投票の方針を決定。[6]
- 2011年2月8日 - 共産党県委員会などでつくる市民団体「憲法をくらしに生かすあったか県政をつくる会」が共産党推薦で北野を擁立することを表明。[4]
- 2011年3月22日 - 県医師連会長で一度は民主党からの出馬を辞退していた塩見が、無所属で立候補することを表明。[2]
- 2011年3月24日 - 告示。現職と新人2人による争いに。[3]
- 2011年4月10日 - 投開票。

## 選挙結果

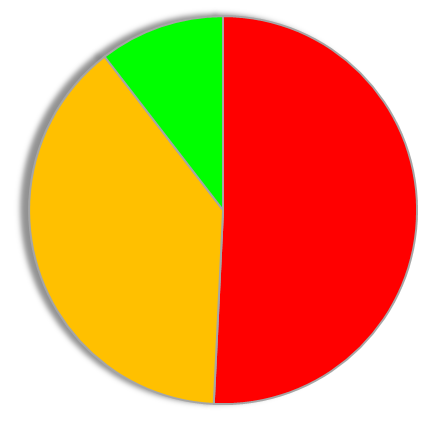
各候補の得票率（得票数の多かった順）

投票率は52.21%で、前回2007年の51.47%を上回り、東日本大震災による自粛ムードもあった中で、投票率は上昇した（前回比 +0.74%）。当日の有権者数は114万1338人で投票者数は59万5949人であった。
候補者別の得票数の順位、得票数、得票率、惜敗率、供託金没収概況は以下のようになった。供託金欄のうち「没収」とある候補者は、有効投票総数の10%を下回ったため全額没収された。惜敗率は未発表のため暫定計算とした（小数3位以下四捨五入）。
|      | 順位 | 候補者名  | 党派   | 新旧 | 得票数  | 得票率 | 惜敗率 | 供託金 |
| ---- | ---- | --------- | ------ | ---- | ------- | ------ | ------ | ------ |
| 当選 | 1    | ■荒井正吾 | 無所属 | 現   | 292,654 | 50.76% | ----   |        |
|      | 2    | ■塩見俊次 | 無所属 | 新   | 223,519 | 38.77% | 76.38% |        |
|      | 3    | ■北野重一 | 無所属 | 新   | 60,318  | 10.46% | 20.61% |        |

これまでの知事としての実績を訴えた荒井は、支援を受けた自民党や公明党などの基礎票をまとめ上げ、2選を果たした。告示2日前に出馬を表明した塩見は、「関西広域連合」を争点に掲げ、同連盟加入を公約に掲げ浮動票を取り込み、荒井まで約7万票差まで詰め寄ったが、準備不足もあり僅かに及ばなかった。共産党推薦の北野は現職批判票を塩見に奪われる形となり、支持を広げられなかった。
選挙後、県医師会では会長の塩見に対して、知事選で県民から託された約22万票を評価する声がある一方で、県との関係悪化を懸念する声も噴出するなど県医師連は分裂の様相を見せた。その後、医師連は塩見の辞任勧告決議案を可決し、塩見は会長を一度は辞職した。しかし、後継の会長を決める選挙に塩見は再度立候補。批判はさらに大きくなったが、最終的に塩見が再選した。